# 1863 год
1863 (ты́сяча восемьсо́т шестьдеся́т тре́тий) год  по григорианскому календарю — невисокосный год, начинающийся в четверг. Это 1863 год нашей эры, 3‑й год 7‑го десятилетия XIX века 2‑го тысячелетия, 4‑й год 1860‑х годов. Он закончился 162 года назад.
| Пн | Вт | Ср | Чт | Пт | Сб | Вс |
|    |    |    | 1  | 2  | 3  | 4  |
| 5  | 6  | 7  | 8  | 9  | 10 | 11 |
| 12 | 13 | 14 | 15 | 16 | 17 | 18 |
| 19 | 20 | 21 | 22 | 23 | 24 | 25 |
| 26 | 27 | 28 | 29 | 30 | 31 |    |

| Пн | Вт | Ср | Чт | Пт | Сб | Вс |
|    |    |    |    |    |    | 1  |
| 2  | 3  | 4  | 5  | 6  | 7  | 8  |
| 9  | 10 | 11 | 12 | 13 | 14 | 15 |
| 16 | 17 | 18 | 19 | 20 | 21 | 22 |
| 23 | 24 | 25 | 26 | 27 | 28 |    |

| Пн | Вт | Ср | Чт | Пт | Сб | Вс |
|    |    |    |    |    |    | 1  |
| 2  | 3  | 4  | 5  | 6  | 7  | 8  |
| 9  | 10 | 11 | 12 | 13 | 14 | 15 |
| 16 | 17 | 18 | 19 | 20 | 21 | 22 |
| 23 | 24 | 25 | 26 | 27 | 28 | 29 |
| 30 | 31 |    |    |    |    |    |

| Пн | Вт | Ср | Чт | Пт | Сб | Вс |
|    |    | 1  | 2  | 3  | 4  | 5  |
| 6  | 7  | 8  | 9  | 10 | 11 | 12 |
| 13 | 14 | 15 | 16 | 17 | 18 | 19 |
| 20 | 21 | 22 | 23 | 24 | 25 | 26 |
| 27 | 28 | 29 | 30 |    |    |    |

| Пн | Вт | Ср | Чт | Пт | Сб | Вс |
|    |    |    |    | 1  | 2  | 3  |
| 4  | 5  | 6  | 7  | 8  | 9  | 10 |
| 11 | 12 | 13 | 14 | 15 | 16 | 17 |
| 18 | 19 | 20 | 21 | 22 | 23 | 24 |
| 25 | 26 | 27 | 28 | 29 | 30 | 31 |

| Пн | Вт | Ср | Чт | Пт | Сб | Вс |
| 1  | 2  | 3  | 4  | 5  | 6  | 7  |
| 8  | 9  | 10 | 11 | 12 | 13 | 14 |
| 15 | 16 | 17 | 18 | 19 | 20 | 21 |
| 22 | 23 | 24 | 25 | 26 | 27 | 28 |
| 29 | 30 |    |    |    |    |    |

| Пн | Вт | Ср | Чт | Пт | Сб | Вс |
|    |    | 1  | 2  | 3  | 4  | 5  |
| 6  | 7  | 8  | 9  | 10 | 11 | 12 |
| 13 | 14 | 15 | 16 | 17 | 18 | 19 |
| 20 | 21 | 22 | 23 | 24 | 25 | 26 |
| 27 | 28 | 29 | 30 | 31 |    |    |

| Пн | Вт | Ср | Чт | Пт | Сб | Вс |
|    |    |    |    |    | 1  | 2  |
| 3  | 4  | 5  | 6  | 7  | 8  | 9  |
| 10 | 11 | 12 | 13 | 14 | 15 | 16 |
| 17 | 18 | 19 | 20 | 21 | 22 | 23 |
| 24 | 25 | 26 | 27 | 28 | 29 | 30 |
| 31 |    |    |    |    |    |    |

| Пн | Вт | Ср | Чт | Пт | Сб | Вс |
|    | 1  | 2  | 3  | 4  | 5  | 6  |
| 7  | 8  | 9  | 10 | 11 | 12 | 13 |
| 14 | 15 | 16 | 17 | 18 | 19 | 20 |
| 21 | 22 | 23 | 24 | 25 | 26 | 27 |
| 28 | 29 | 30 |    |    |    |    |

| Пн | Вт | Ср | Чт | Пт | Сб | Вс |
|    |    |    | 1  | 2  | 3  | 4  |
| 5  | 6  | 7  | 8  | 9  | 10 | 11 |
| 12 | 13 | 14 | 15 | 16 | 17 | 18 |
| 19 | 20 | 21 | 22 | 23 | 24 | 25 |
| 26 | 27 | 28 | 29 | 30 | 31 |    |

| Пн | Вт | Ср | Чт | Пт | Сб | Вс |
|    |    |    |    |    |    | 1  |
| 2  | 3  | 4  | 5  | 6  | 7  | 8  |
| 9  | 10 | 11 | 12 | 13 | 14 | 15 |
| 16 | 17 | 18 | 19 | 20 | 21 | 22 |
| 23 | 24 | 25 | 26 | 27 | 28 | 29 |
| 30 |    |    |    |    |    |    |

| Пн | Вт | Ср | Чт | Пт | Сб | Вс |
|    | 1  | 2  | 3  | 4  | 5  | 6  |
| 7  | 8  | 9  | 10 | 11 | 12 | 13 |
| 14 | 15 | 16 | 17 | 18 | 19 | 20 |
| 21 | 22 | 23 | 24 | 25 | 26 | 27 |
| 28 | 29 | 30 | 31 |    |    |    |

## События
- 1 января — Гражданская война в США: декрет об освобождении африканских рабов в США.
- 10 января — открыта первая линия Лондонского метро.
- 22 января — начало январского восстания на территории Царства Польского, Северо-Западного края и Волыни.
- 7 февраля — близ Новой Зеландии потерпел крушение британский пассажирский пароход «Орфей»[англ.]; погибли 190 человек[1].
- 9 февраля — в Санкт-Петербурге министр иностранных дел Российской империи князь А. М. Горчаков и генерал-адъютант короля Пруссии Г. фон Альвенслебен подписали конвенцию о взаимопомощи русской и прусской армий в ходе подавления Польского восстания[2].
- 23 апреля — объявление иранского религиозного деятеля Бахауллы, основателя религии бахаи, о своей миссии миру в Багдаде.
- 29 апреля — в Российской империи принят закон о запрете телесных наказаний.
- 30 апреля — 5 мая — Гражданская война в США: Сражение при Чанселорсвилле, в ходе которого 130-тысячная армия северян потерпела поражение от 60-тысячной армии генерала Ли.
- 3 мая — Второе сражение при Фредериксберге.
- 15 мая — начал свою работу Салон отверженных — выставка, параллельная официальной французской, на которой были представлены полотна и скульптуры, отвергнутые в 1860-х — 1870-х годах жюри Парижского салона.
- 17 мая — в ходе Франко-мексиканской войны, после двухмесячной осады французскими войсками под руководством генерала Форе, пал город Пуэбла-де-Сарагоса.
- 23 мая — в Лейпциге основан Всеобщий германский рабочий союз[3].
- Июнь — в Мексике было выбрано временное правительство. Президент Пабло Хуарес бежал.
- 9 июня — Гражданская война в США: Битва у станции Бренди, крупнейшее кавалерийское сражение на американском континенте.
- 18 июня — в Российской империи принят Университетский устав (одна из реформ народного просвещения при Александре II).
- 1—3 июля — Гражданская война в США: Битва при Геттисберге, одно из самых известных сражений этой войны. В итоге кровопролитных боёв войска Ли были остановлены и отступили в Вирджинию, очистив территорию Союза.
- 9 июля — близ города Коридон (Индиана) произошла одна из битв[англ.] в ходе Гражданской войны в США[4].
- 11—16 июля — крупнейшие беспорядки в истории США, причиной которым послужил призыв в армию.
- Сентябрь — Гражданская война в США: армия генерала Бракстена Брэгга разбила Огайскую армию адмирала Розенкранса в сражении у Чикамоге и окружила её остатки в городе Чаттануга. Однако генерал Улисс Грант сумел деблокировать город, а затем разбить армию Брэгга в сражении у Чаттануги. В боях за Чаттанугу северянами впервые в истории была применена колючая проволока.
- Октябрь — делегация мексиканских консерваторов пригласила эрцгерцога Максимилиана, брата австрийского императора Франца Иосифа I, принять мексиканскую корону.
- 14 октября
  - Второе сражение при Оберне (Гражданская война в США)
  - Сражение при Бристо-Стейшен (Гражданская война в США)
- 26 октября — основана Футбольная ассоциация Англии.
- 26 октября — после того как гватемальская армия взяла Сан-Сальвадор, президентом Сальвадора стал Франсиско Дуэньяс.
- 29 октября — В Швейцарии основан Международный Красный Крест.
- 21 ноября — состоялся так называемый Бунт четырнадцати — скандальный отказ четырнадцати лучших выпускников Императорской Академии художеств, возглавляемых И. Н. Крамским, от участия в конкурсе на большую золотую медаль, проводившемся к 100-летию Академии художеств. Последовавший за этим выход художников из Академии стал первым демонстративным выступлением приверженцев зарождающейся национальной школы реалистической живописи против классического, академического направления в изобразительном искусстве XIX века.
- Международная выставка зерна в Париже.
- Степень доктора медицины получил в Харькове Склифосовский Николай Васильевич за диссертацию «О кровяной околоматочной опухоли».
- Экспедиция Давида Ливингстона снова вернулась к западному берегу Ньясы. На этот раз Ливингстон отправился вглубь страны. Он выяснил, что горы, которые окружают озеро, на самом деле представляют собой широкие плоскогорья, отделяющие Ньясу от низменной области на востоке, насыщенной реками и озёрами.

## Родились
См. также: Категория:Родившиеся в 1863 году
- 1 января — Пьер де Кубертен, основатель олимпийского движения.
- 12 января — Вивекананда, индийский философ и общественный деятель.
- 17 января — Константин Станиславский, русский театральный деятель.
- 24 февраля — Умберто Каньи, полярный исследователь и адмирал королевского итальянского флота (ум. 1932).
- 12 марта — Владимир Вернадский, русский учёный, мыслитель, основатель учения о ноосфере.
- 30 марта — Жозеф Мари Огюст Кайо, французский политик, премьер-министр Франции в 1911—1912 годах.
- 7 июля — Владимир Дуров, русский цирковой артист-дрессировщик.
- 11 августа — Канделария Святого Иосифа, блаженная римско-католической церкви, монахиня, основательница Конгрегации Сестёр Кармелиток Матери Канделарии.
- 15 августа — Алексей Крылов, русский и советский математик, механик и кораблестроитель, академик, Герой Социалистического Труда.
- 30 августа — Сергей Прокудин-Горский, русский фотограф, создатель коллекции цветных фотографий Российской империи.
- 28 сентября — Карлуш I, король Португалии в 1889—1908 годах.
- 5 октября — Трубецкой, Евгений Николаевич, русский философ.
- 10 октября — Владимир Обручев — российский и советский геолог, палеонтолог, географ, автор знаменитых романов «Земля Санникова» и «Плутония».
- 18 октября — Иоганн Никель, немецкий и польский католический теолог и педагог; доктор богословия[5].
- 8 ноября — Рене Вивиани, французский политический и государственный деятель, социалист, премьер-министр Франции в 1914—1915 годах.
- 12 декабря — Эдвард Мунк, норвежский живописец и график.

## Скончались
См. также: Категория:Умершие в 1863 году
- 7 мая — Эрл Ван Дорн, генерал армии Конфедерации.
- 10 мая — Томас Джонатан Джексон «Каменная Стена», генерал армии Конфедерации.
- 9 июня — Дост Мухаммед, эмир Афганистана с 1834 года.
- 18 июля — Вильям Дурси Пендер, генерал армии Конфедерации.
- 20 сентября — Якоб Гримм, немецкий филолог (род. в 1785).
- 17 октября — Николай Герасимович Помяловский, русский писатель (родился в 1835).
- 27 ноября — Иван Иванович Давыдов, русский филолог.
- 16 декабря — Джон Бафор, кавалерийский генерал армии Союза.
- 24 декабря — Уильям Теккерей, английский писатель.